# Angela Litschev
Angela Litschev (oder Angela Litschewa, bulgarisch Ангела Личева; * 17. Juli 1978 in Sofia) ist eine deutsch-bulgarische Lyrikerin. Sie lebt und arbeitet in Düsseldorf.

## Leben und Werk
Angela Litschev wurde 1978 in Sofia als einzige Tochter des Philosophiedozenten Alexander Litschev und seiner Ehefrau Anna, einer Soziologin, geboren. Die Familie wanderte 1990 nach Deutschland aus, nachdem ihr Vater einen Lehrauftrag an der Universität Düsseldorf erhalten hatte. Sie besuchte das Annette-von-Droste-Hülshoff-Gymnasium in Düsseldorf und besuchte im Anschluss das St.-Ursula-Berufskolleg im Fachbereich Sozialwesen. 
Litschev veröffentlichte ihre Gedichte bisher in Lyrikzeitschriften und Anthologien, unter anderem in zwei Bänden der Junge Lyrik-Reihe beim Martin Werhand Verlag im Jahr 2000  und 2003, des Weiteren in Das Gedicht. Zeitschrift für Lyrik, Essay und Kritik in den Jahren 2003, 2007 und 2009. 
Im Jahre 2003 erhielt sie den Unicum-Preis für das beste Sonett. 2004 brachte sie ihren Debütband eine rote minute heraus, für den sie 2005 den Förderpreis für Literatur der Landeshauptstadt Düsseldorf erhielt. Diese Ehrung brachte ihr auch über die Landesgrenzen des Bundeslandes Nordrhein-Westfalen Bekanntheit und eine Lesung im Bulgarischen Kulturinstitut in Berlin 2007. Im Jahre zuvor war bereits ihr zweiter Lyrikband Rausch und Täuschung erschienen. Aus diesem Band wurden verschiedene ihrer Gedichte für die Zeitschrift Riječi mit einer Einleitung von Ludwig Bauer ins Kroatische übersetzt.
Im Jahr 2006 nahm sie bei dem visuellen lyrischen Projekt der Bremer Straßenbahn AG namens Poesie Bewegt unter der Leitung von Joachim Tuz mit ihrem Werk teil.
Neben Lesungen rezensiert sie auch Werke von Kollegen aus dem Raum Düsseldorf oder unterstützt bulgarische Schriftstellerkolleginnen. 2009 war sie an der Übersetzung neuer bulgarischer Lyrik für die Zeitschrift Akzente beteiligt.

## Auszeichnungen
- 2005: Förderpreis für Literatur der Landeshauptstadt Düsseldorf

## Werke
- 2005: eine rote minute, mischwesen autorenverlag, München, 88 Seiten, ISBN 3-938313-04-8 (Vorwort: Dato Barbakadse).
- 2006: rausch und täuschung, mischwesen autorenverlag, München, 66 Seiten, ISBN 3-938313-06-4.